# Leucotrachea melanoleuca
Leucotrachea melanoleuca là một loài bướm đêm trong họ Noctuidae.